# La Paz de Carazo
La Paz de Carazo è un comune del Nicaragua facente parte del dipartimento di Carazo.